# Carlos Strandberg
Sergio Carlos Strandberg (Gotemburgo, Suecia, 14 de abril de 1996), conocido simplemente como Carlos Strandberg, es un futbolista sueco que juega como delantero en el Hatayspor de la Superliga de Turquía.

## Selección nacional

### Trayectoria
Carlos ha sido parte de la selección de Suecia en las categorías juveniles sub-17, sub-19 y sub-21.
Debutó con Suecia el 5 de septiembre de 2013, fue en un partido amistoso contra Irak sub-17, jugó los 80 minutos y empataron 1 a 1. Luego volvió a jugar tres días después contra el mismo rival, esta vez jugó los 14 minutos finales y empataron sin goles.
Luego de tener sus primeras oportunidades como profesional en su club, fue seleccionado para jugar la Copa Mundial Sub-17 de 2013.
Debutó a nivel mundial el 19 de octubre de 2013, se enfrentaron a Irak, Carlos ingresó al minuto 68, brindó una asistencia y ganaron 4 a 1. En el segundo encuentro, su rival fue Nigeria, fue un partido parejo en el que empataron 3 a 3, Strandberg jugó los 25 minutos finales. Cerraron la fase de grupos contra México, nuevamente ingresó desde el segundo tiempo, pero perdieron 1 a 0.
Suecia clasificó a la siguiente instancia como el mejor tercero. En octavos de final, se enfrentaron a Japón y ganaron 2 a 1. Honduras fue su rival en cuartos de final, nuevamente ganaron 2 a 1.
En la semifinal, se encontraron nuevamente con Nigeria, pero esta vez fueron derrotados 3 a 0. Los africanos contaban con figuras como Kelechi Iheanacho, Isaac Success y Taiwo Awoniyi.
Jugaron un partido por el tercer puesto, contra Argentina, luego de ser suplente e ingresar en el segundo tiempo de cada partido anterior, Carlos fue titular. El encuentro por la medalla de bronce se disputó el 8 de noviembre, al minuto 7 le brindó una asistencia a su compañero Valmir Berisha, que convirtió en el primer tanto, luego al minuto 20 Strandberg anotó su primer gol en la competición, finalmente ganaron 4 a 1. Se enfrentó a jugadores como Sebastián Driussi, Emanuel Mammana, Leandro Vega y Cristian Pavón.
A pesar de dar un año de ventaja, fue convocado al año siguiente para jugar con Suecia sub-19. Fue convocado para jugar la ronda élite del Europeo 2014, contra Bulgaria, Italia y República Checa.
Debutó en la categoría el 24 de mayo de 2014, se enfrentaron a Bulgaria pero fueron sorprendidos y perdieron 2 a 1. Luego se midieron ante Italia, conjunto al que derrotaron 3 a 1. Finalizaron el grupo jugando contra República Checa y ganaron 3 a 0. A pesar de lograr 6 puntos, la selección que clasificó fue Bulgaria, con 7 puntos. Carlos jugó los 3 partidos, ingresó en el segundo tiempo en cada uno.
Para el Europeo sub-19 de 2015, volvió a ser convocado, esta vez con la edad justa. Fue suplente en los 2 primeros partidos de la fase de clasificación, empataron contra Ucrania y vencieron a Israel, el último partido del grupo fue contra Bulgaria, Carlos se despachó con un doblete y una asistencia, ganaron 5 a 1.
En la ronda élite, comenzó como titular, pero empataron 1 a 1 con Lituania. Luego se enfrentaron a Bélgica y fueron derrotados 2 a 0. En el último partido fue relegado al banco de suplentes, no tuvo minutos y perdieron 3 a 1 con Rusia.
Su próxima participación con Suecia, fue en la categoría sub-21. Debutó el 16 de junio de 2015, en un amistoso contra Albania, Carlos jugó los 90 minutos, convirtió 2 goles y ganaron 4 a 1.
El 3 de septiembre de 2015, tuvo sus primeros minutos en la Clasificación para la Eurocopa Sub-21 de 2017, jugó los 14 minutos finales y vencieron 3 a 0 a San Marino. Luego fue titular en un amistoso contra Polonia, el 8 de septiembre, pero empataron 0 a 0.
No volvió a ser considerado para los siguientes encuentros por el resto del año. Cuando recuperó su nivel, al destacarse con 9 goles en 15 partidos, fue citado nuevamente, para las fechas FIFA de septiembre.
Jugó los 90 minutos contra Croacia sub-21 el 1 de septiembre de 2016, en la clasificación a la Eurocopa, brindó una asistencia y empataron 1 a 1.
El 5 de septiembre, nuevamente fue titular, esta vez se enfrentaron a España, con figuras como Munir El Haddadi, Gerard Deulofeu, Denis Suárez, Saúl Ñíguez, Mikel Merino, Óliver Torres, Héctor Bellerín, José Luis Gayà e Iñaki Williams. Los españoles comenzaron en ventaja desde el minuto 50, pero antes de finalizar el encuentro, gracias a un gol en contra de Merino, Suecia empató el partido y finalizaron 1 a 1. Mantuvieron el invicto en la eliminatoria, y quedaron en segundo lugar tras Croacia.

### Participaciones en categorías inferiores
| Competición                                                               | Sede                   | Resultado    | Partidos | Goles | Asist. |
| ------------------------------------------------------------------------- | ---------------------- | ------------ | -------- | ----- | ------ |
| Copa Mundial Sub-17 de 2013                                               | Emiratos Árabes Unidos | Tercer lugar | 7        | 1     | 2      |
| Ronda élite para el Campeonato de Europa Sub-19 de la UEFA 2014           | Bulgaria               | No clasificó | 3        | 0     | 0      |
| Fase de clasificación para el Campeonato de Europa Sub-19 de la UEFA 2015 | Israel                 | Clasificó    | 3        | 2     | 1      |
| Ronda élite para el Campeonato de Europa Sub-19 de la UEFA 2015           | Suecia                 | No clasificó | 2        | 0     | 0      |
| Clasificación para la Eurocopa Sub-21 de 2017                             | Europa                 | Clasificó    | 5        | 1     | 1      |

## Estadísticas
Actualizado al 11 de mayo de 2025.
| Club                        | Div.          | Temporada     | Liga  | Liga  | Copas nacionales | Copas nacionales | Torneos internacionales | Torneos internacionales | Total | Total |
| Club                        | Div.          | Temporada     | Part. | Goles | Part.            | Goles            | Part.                   | Goles                   | Part. | Goles |
| --------------------------- | ------------- | ------------- | ----- | ----- | ---------------- | ---------------- | ----------------------- | ----------------------- | ----- | ----- |
| BK Häcken · Suecia          | 1.ª           | 2013          | 11    | 3     | 1                | 0                | 2                       | 0                       | 14    | 3     |
| BK Häcken · Suecia          | 1.ª           | 2014          | 19    | 6     | 2                | 1                | —                       | —                       | 21    | 7     |
| BK Häcken · Suecia          | Total club    | Total club    | 30    | 9     | 3                | 1                | 2                       | 0                       | 35    | 10    |
| P. F. C. CSKA Moscú · Rusia | 1.ª           | 2014-15       | 10    | 3     | 1                | 0                | —                       | —                       | 11    | 3     |
| P. F. C. CSKA Moscú · Rusia | 1.ª           | 2015-16       | 1     | 0     | 0                | 0                | 1                       | 0                       | 2     | 0     |
| F. C. Ural · Rusia          | 1.ª           | 2015-16       | 2     | 0     | 1                | 0                | —                       | —                       | 3     | 0     |
| F. C. Ural · Rusia          | Total club    | Total club    | 2     | 0     | 1                | 0                | 0                       | 0                       | 3     | 0     |
| AIK Estocolmo · Suecia      | 1.ª           | 2016          | 12    | 7     | 0                | 0                | 3                       | 2                       | 15    | 9     |
| AIK Estocolmo · Suecia      | Total club    | Total club    | 12    | 7     | 0                | 0                | 3                       | 2                       | 15    | 9     |
| P. F. C. CSKA Moscú · Rusia | 1.ª           | 2016-17       | 8     | 2     | 2                | 0                | 5                       | 0                       | 15    | 2     |
| P. F. C. CSKA Moscú · Rusia | Total club    | Total club    | 19    | 5     | 3                | 0                | 6                       | 0                       | 28    | 5     |
| K. V. C. Westerlo · Bélgica | 1.ª           | 2016-17       | 8     | 1     | —                | —                | —                       | —                       | 8     | 1     |
| K. V. C. Westerlo · Bélgica | Total club    | Total club    | 8     | 1     | 0                | 0                | 0                       | 0                       | 8     | 1     |
| Malmö FF · Suecia           | 1.ª           | 2017          | 9     | 2     | 1                | 0                | —                       | —                       | 10    | 2     |
| Malmö FF · Suecia           | 1.ª           | 2018          | 19    | 7     | 6                | 2                | 6                       | 3                       | 31    | 12    |
| Malmö FF · Suecia           | 1.ª           | 2019          | 1     | 0     | 3                | 0                | 2                       | 0                       | 6     | 0     |
| Malmö FF · Suecia           | Total club    | Total club    | 29    | 9     | 10               | 2                | 8                       | 3                       | 47    | 14    |
| Örebro SK · Suecia          | 1.ª           | 2019          | 19    | 11    | —                | —                | —                       | —                       | 19    | 11    |
| Örebro SK · Suecia          | Total club    | Total club    | 19    | 11    | 0                | 0                | 0                       | 0                       | 19    | 11    |
| Al-Hazm Arabia Saudita      | 1.ª           | 2019-20       | 27    | 13    | —                | —                | —                       | —                       | 27    | 13    |
| Abha Club Arabia Saudita    | 1.ª           | 2019-20       | —     | —     | 1                | 0                | —                       | —                       | 1     | 0     |
| Abha Club Arabia Saudita    | 1.ª           | 2020-21       | 28    | 16    | 1                | 0                | —                       | —                       | 29    | 16    |
| Abha Club Arabia Saudita    | Total club    | Total club    | 28    | 16    | 2                | 0                | 0                       | 0                       | 30    | 16    |
| Al-Hazm Arabia Saudita      | 1.ª           | 2021-22       | 14    | 1     | 1                | 0                | —                       | —                       | 15    | 1     |
| Al-Hazm Arabia Saudita      | Total club    | Total club    | 41    | 14    | 1                | 0                | 0                       | 0                       | 42    | 14    |
| Al-Sailiya S. C. Catar      | 1.ª           | 2021-22       | 10    | 2     | 4                | 1                | —                       | —                       | 14    | 3     |
| Al-Sailiya S. C. Catar      | 1.ª           | 2022-23       | 21    | 11    | 4                | 4                | —                       | —                       | 25    | 15    |
| Al-Sailiya S. C. Catar      | Total club    | Total club    | 31    | 13    | 8                | 5                | 0                       | 0                       | 39    | 18    |
| Hatayspor Turquía           | 1.ª           | 2023-24       | 36    | 8     | 4                | 5                | —                       | —                       | 40    | 13    |
| Hatayspor Turquía           | 1.ª           | 2024-25       | 27    | 4     | 3                | 3                | —                       | —                       | 30    | 7     |
| Hatayspor Turquía           | Total club    | Total club    | 63    | 12    | 7                | 8                | 0                       | 0                       | 70    | 20    |
| Total carrera               | Total carrera | Total carrera | 282   | 97    | 35               | 16               | 19                      | 5                       | 336   | 118   |

## Palmarés

### Títulos nacionales
| Título      | Club     | País   | Año  |
| ----------- | -------- | ------ | ---- |
| Allsvenskan | Malmö FF | Suecia | 2017 |

### Distinciones individuales
| Distinción                                                                | Año  |
| ------------------------------------------------------------------------- | ---- |
| Parte de los 50 mejores futbolistas sub-18 del mundo según medio Goal.com | 2014 |